# Blew
Blew — музичний альбом гурту Nirvana. Виданий у грудні 1989 року лейблом Sub Pop. 

## Список пісень
1. "Blew"  - 2:54
2. "Love Buzz"  - 3:35
3. "Been a Son" - 2:23
4. "Stain" - 2:40